# Giovanni Conversini da Ravenna
Giovanni Conversini da Ravenna (auch Giovanni da Ravenna; * 1343 in Buda; † 1408 in Venedig) war ein italienischer Frühhumanist. 

## Leben
Er galt als der Humanist der Stadt Padua, kam als Sohn des Leibarztes von Ludwig I. in Ungarn zu Welt und war Freund und Schüler Francesco Petrarcas. Ab 1397 lehrte er als Rhetorikprofessor an den Universitäten Florenz und Padua (unter anderen zusammen mit Gasparino Barzizza und Lorenzo Valla). Seine Studenten waren unter anderen Guarino da Verona, Niccolò Niccoli, Poggio Bracciolini und Leonardo Bruni.

## Werke
- Erzählung: „Violate pudicicie narracio“
- De dilectione regnantium (1399) : „Optimos res publica ductores, non pulchros, exigit.“
- De primo eius introitu ad aulam (1385) (er äußert sich über den Charakter der Höflinge als machtgierige Speichellecker)?

## Textausgaben und Übersetzungen
- Benjamin G. Kohl, James Day (Hrsg.): Giovanni Conversini da Ravenna: Two Court Treatises. „De primo eius introitu ad aulam“, „De dilectione regnantium“. Fink, München 1987, ISBN 3-7705-2270-2 (kritische Edition mit englischer Übersetzung)
- Diego Rossi (Hrsg.): Due epistole di Giovanni Conversini da Ravenna (= Romanistische Texte und Studien 3). Olms, Hildesheim u. a. 1988, ISBN 3-487-07965-8